# Pouteria macrophylla
Pouteria macrophylla är en tvåhjärtbladig växtart som först beskrevs av Jean-Baptiste de Lamarck, och fick sitt nu gällande namn av Pierre Joseph Eyma. Pouteria macrophylla ingår i släktet Pouteria och familjen Sapotaceae. Inga underarter finns listade i Catalogue of Life.